# Витомир Вулетић
Витомир Вулетић (Лончаник, 1926 — Нови Сад, 6. септембар 2018), професор Новосадског универзитета.

## Биографија
Рођен је 1926. у Лончанику крај Уба. Дипломирао је 1952. године на Филозофском факултету у Београду на студијској групи за руски језик и књижевност, а 1954. године и на студијског групи за југословенску књижевност и српскохрватски језик истог факултета. Докторирао је 1964. године на Филозофском факултету у Београду одбрањеном дисератацијом "Идеолошки и естетички погледи Светозара Марковића и руски револуционарни демократи".
До доласка на Филозофски факултет проф. др Витомир Вулетић је предавао српску књижевност у Учитељској школи у Сремским Карловцима и био професор руске књижевности на Вишој педагошкој школи у Новом Саду. На Филозофском факултету у Новом Саду радио је од 1. децембра 1962. године до одласка у пензију 1987. године.
Почео је да ради као предавач за руску књижевност (1962). Убрзо је докторирао (1964) и исте године је изабран у звање доцента за руску књижевност. У звање ванредног професора изабран је 1970. године, а у звање редовног професора 1976. године. Проф. др Витомир Вулетић је као дугогодишњи шеф Катедре за руски језик и књижевност, до одласка у пензију 1987. године, био покретач многих научних активности на Катедри (пројеката, научних седница Катедре, међународне сарадње).
Универзитетски професор руске књижевности др Витомир Вулетић свој научни рад усмерио је у три главна правца: историја руске књижевности, српско-руске књижевне везе, историја српске књижевности и културе. У све три области оставио је и оставља веома вредне научне доприносе монографијама, чланцима и рефератима на научним скуповима, и стекао заслужени углед врсног познаваоца словенске књижевне и културне историје, као и међусловенских књижевних и културних веза, посебно руских и српских, о чему сведочи библиографија његових радова која следи.

## Дела
- Петар Кочић (1962)
- Светозар Марковић и руски револуционарни демократи (1964)
- Руска књижевност XIX века (од Жуковског до Гогоља) (1971)
- Н.М. Карамзин и књижевност српског препорода (1975)
- Ревизор Николаја Гогоља (1983)
- Почеци српског реализма и руска култура (1985)
- Руско-српска књижевна поређења : епоха српског Препорода (1987)
- Руске књижевне теме (1996)
- Николај Гогољ и његове три "идиле" (2004)
- Радован Бели Марковић : стилске и језичке игре (2005)
- Сусрети са собом (2005)
- У руско-српском књижевноисторијском простору (2006)
- Пера Тодоровић, Русија и Обреновићи (2007)
- Достојевски и универзална конфликтност (2011)
- Критика књижевне историје (2013)
- Тургењев и племићка гнезда (2014)